# Ninlil
Ninlil (DNIN.LIL vagy dnin-lil2, sumerül „szélúrnő” vagy „a nyílt mező úrnője”?) a mezopotámiai mitológiában a Nippurban székelő Enlilnek az istenek urának felesége. Nippurban levő szentélye volt a Tummal. Azonosnak tekintették Szud istennővel.

## Származása
Mint Ninlil Nunbarsegunu istennő lánya. Mint Szud az Eres városi – helye nem ismert – Haja és Niszaba lánya. Házasságát pedig Enlillel az Enlil és Szud eposz meséli el.

## Szerepe
Eredetileg talán az istenanya hiposztázisa volt, de az óbabiloni kortól határozottan önálló alakként szerepel. Kegyes istennő volt, Enlil tanácsadója, segítőtársa, haragjának csillapítója. Assurban Assur isten – aki ott Enlil és Marduk helyére lépett – felesége volt Istár mellett.
Mint Szud Suruppak védőistennője volt.

## További kultuszai
Az i. e. 2. évezred második felében a hurrik akkád és asszír közvetítéssel átvették tiszteletét és meghonosították Anatóliában a hettiták között is. Mindkét területen a népesség változatlanul Ninlil néven tisztelte.

## Fordítás
- Ez a szócikk részben vagy egészben  a   Ninlil című angol Wikipédia-szócikk fordításán alapul.  Az eredeti cikk szerkesztőit annak laptörténete sorolja fel. Ez a jelzés csupán a megfogalmazás eredetét és a szerzői jogokat jelzi, nem szolgál a cikkben szereplő információk forrásmegjelöléseként.